# Ретрофлексний гак
Ретрофлексний гак (◌̢)} — діакритичний знак, що використовується в Міжнародний фонетичний алфавіт, а також в деяких мовах, переважно африканських. Має форму гака, загнутого праворуч.
Ретрофлексний гак використовується в МФА для позначення ретрофлексних звуків з їх альвеолярних еквівалентів. Наприклад, ɳ, яка позначає ретрофлексний носовий приголосний, є комбінацією альвеолярного МФА: [n] з ретрофлексним гаком. Також деякі орфографічні символи, на кшталт Ʈ, включають ретрофлексний гак.